# (4037) Ikeya
(4037) Ikeya est un astéroïde de la ceinture principale.

## Description
(4037) Ikeya est un astéroïde de la ceinture principale. Il fut découvert le 2 mars 1987 à Toyota par Kenzo Suzuki et Takeshi Urata. Il présente une orbite caractérisée par un demi-grand axe de 2,77 UA, une excentricité de 0,16 et une inclinaison de 8,5° par rapport à l'écliptique.

## Compléments